# Móstoles
Móstoles est une ville espagnole, située dans la communauté de Madrid. Elle appartient à l'aire métropolitaine de Madrid.

## Géographie
Móstoles est située à 620 mètres d'altitude et voisine des communes d'Alcorcón et Fuenlabrada.
La plus grande ville à proximité de Móstoles est celle de Madrid, située au nord-est de la commune à 17 km.

### Communes limitrophes
| Villaviciosa de Odón | Villaviciosa de Odón | Alcorcón            |
| Villaviciosa de Odón | Móstoles             | Fuenlabrada         |
| Navalcarnero         | Arroyomolinos        | Moraleja de Enmedio |

### Transports
Móstoles est desservie par la ligne 12 du métro de Madrid, avec cinq stations : 
- Universidad Rey Juan Carlos
- Móstoles Central
- Pradillo
- Hospital de Móstoles
- Manuela Malasaña.

## Politique et administration

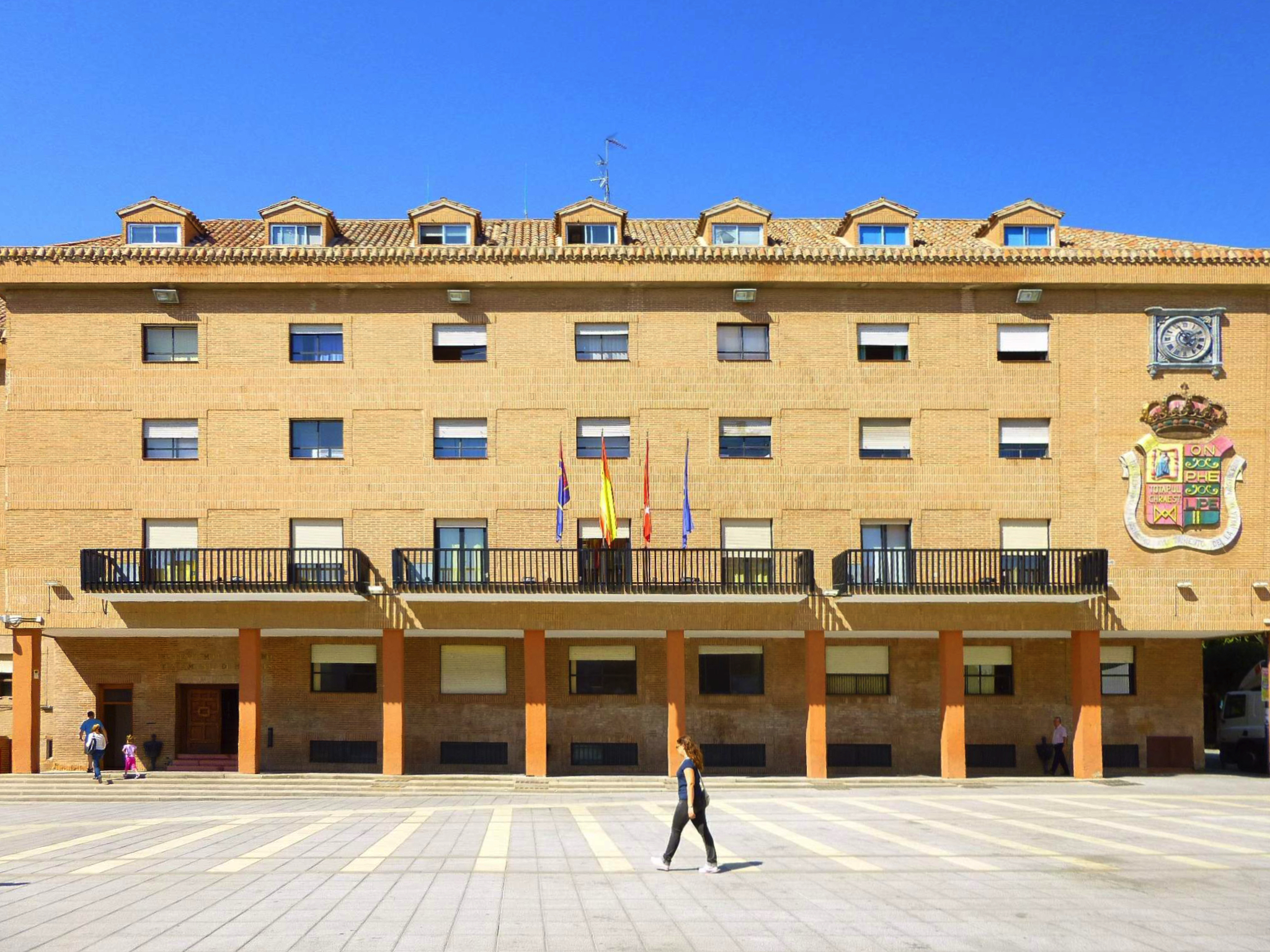
L'hôtel de ville de Móstoles, sur la place d'Espagne.

### Rattachements administratifs et électoraux
Móstoles appartient à la mancomunidad del Sur et à la communauté de Madrid.
Elle relève de la circonscription de Madrid pour les élections aux Cortes Generales et à l'Assemblée de Madrid.
Elle dépend du district judiciaire de Móstoles

### Tendances politiques
Móstoles fait partie de la banlieue rouge de Madrid, qui concentre 25 % de la population de la communauté autonome et vote traditionnellement pour les partis de gauche.

### Conseil municipal
Lors des élections municipales du 28 mai 2023, la ville de Móstoles comptait 208 761 habitants. Son conseil municipal (Pleno del Ayuntamiento) se compose donc de 27 élus.
| Parti | Parti    | 1979 | 1983 | 1987 | 1991 | 1995 | 1999 | 2003 | 2007 | 2011 | 2015 | 2019 | 2023 |
| ----- | -------- | ---- | ---- | ---- | ---- | ---- | ---- | ---- | ---- | ---- | ---- | ---- | ---- |
|       | CDS      |      |      | 6    | 1    |      |      |      |      |      |      |      |      |
|       | Cs       |      |      |      |      |      |      |      |      |      |      | 5    |      |
|       | GANAR    |      |      |      |      |      |      |      |      |      | 6    |      |      |
|       | MM-GANAR |      |      |      |      |      |      |      |      |      |      | 2    | 4    |
|       | PCE      | 10   | 2    |      |      |      |      |      |      |      |      |      |      |
|       | IU       |      |      | 3    | 5    | 6    | 3    | 3    | 1    | 3    | 2    |      |      |
|       | CP       |      | 5    |      |      |      |      |      |      |      |      |      |      |
|       | AP       |      |      | 5    |      |      |      |      |      |      |      |      |      |
|       | PP       |      |      |      | 10   | 13   | 13   | 14   | 16   | 17   | 7    | 6    | 12   |
|       | PSOE     | 13   | 20   | 13   | 11   | 8    | 11   | 10   | 10   | 7    | 12   | 10   | 7    |
|       | Podemos  |      |      |      |      |      |      |      |      |      |      | 2    |      |
|       | UP       |      |      |      |      |      |      |      |      |      |      |      | 1    |
|       | UCD      | 4    |      |      |      |      |      |      |      |      |      |      |      |
|       | VOX      |      |      |      |      |      |      |      |      |      |      | 2    | 3    |
| Total | Total    | 27   | 27   | 27   | 27   | 27   | 27   | 27   | 27   | 27   | 27   | 27   | 27   |

### Liste des maires
| Mandature | Maire | Maire                                       | Parti |
| --------- | ----- | ------------------------------------------- | ----- |
| 1979-1983 |       | Bartolomé González                          | PSOE  |
| 1983-1987 |       | Bartolomé González                          | PSOE  |
| 1987-1991 |       | Bartolomé González                          | PSOE  |
| 1991-1995 |       | José Baigorri José Luis Gallego Picó (1993) | PSOE  |
| 1995-1999 |       | José María Arteta                           | PSOE  |
| 1999-2003 |       | José María Arteta                           | PSOE  |
| 2003-2007 |       | Esteban Parro                               | PP    |
| 2007-2011 |       | Esteban Parro                               | PP    |
| 2011-2015 |       | Daniel Ortiz                                | PP    |
| 2015-2019 |       | David Lucas Noelia Posse (2018)             | PSOE  |
| 2019-2023 |       | Noelia Posse                                | PSOE  |
| 2023-2027 |       | Manuel Bautista                             | PP    |

## Démographie
| 1900  | 1910  | 1920  | 1930  | 1940  | 1950  | 1960  | 1970   | 1981    |
| ----- | ----- | ----- | ----- | ----- | ----- | ----- | ------ | ------- |
| 1 344 | 1 530 | 1 559 | 1 700 | 1 819 | 2 082 | 2 886 | 17 836 | 149 649 |

| 1986    | 1991    | 1996    | 2001    | 2006    | 2011    | 2016    | 2021    | - |
| ------- | ------- | ------- | ------- | ------- | ------- | ------- | ------- | - |
| 171 533 | 192 018 | 196 172 | 197 062 | 206 301 | 205 015 | 205 614 | 209 639 | - |

## Personnalités liées à la commune
- Raúl Arévalo (1979-), acteur
- Iker Casillas (1981-), footballeur
- Máximo Cortés (1988-), pilote automobile
- Rubén de la Red (1985-), footballeur
- Francisco Garrigós (1994-), judoka
- Alberto Lora (1987-), footballeur
- Ondina Maldonado (1987-), chanteuse et actrice
- César Navas (1980-), footballeur.